# Värner Rydén

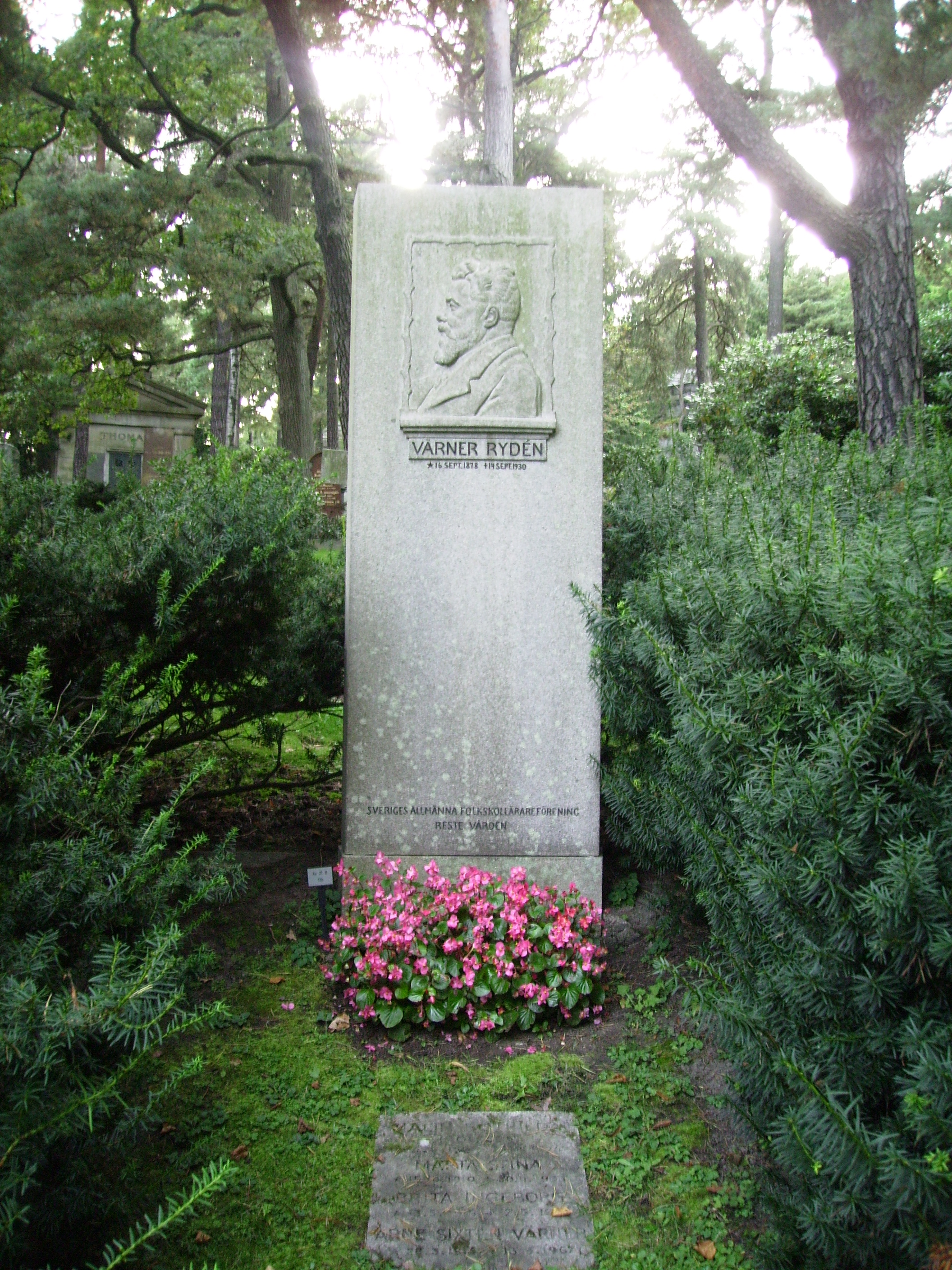
Värner Rydéns gravvård på Stockholms norra begravningsplats

Claes Verner (Klas Värner) Rydén, född 16 september 1878 i Högaböke, Asarum, Blekinge län, död 14 september 1930 på Serafimerlasarettet i Storkyrkoförsamlingen, Stockholms län (skriven i Lidingö församling, Stockholms län), var en svensk politiker (socialdemokrat). Han var ecklesiastikminister i regeringen Edén 1917–1919, riksdagsledamot från 1907 (andra kammaren 1907–1919, 1921–1929, första kammaren 1919–1920 och från 1929) och generalkrigskommissarie 1925–1926. Han var till professionen folkskollärare och var far till läkaren Åke B.V. Rydén.

## Biografi
Rydén avlade folkskollärarexamen i Växjö 1899 och var sedan 1901 ordinarie folkskollärare i Malmö. Han tog tidigt en framträdande del i den socialdemokratiska rörelsen i Skåne, blev 1902 medarbetare i tidningen Arbetet, 1905 ordförande i partiets distriktsstyrelse och invaldes i andra kammaren till 1907 års riksdag samt i Malmö stadsfullmäktige 1911. Vid urtima riksdagen 1919 övergick han till första kammaren men utträdde därifrån redan i februari 1920. Efter andrakammarvalet 1921 var han åter i andra kammaren.
Rydén var en energisk och flitig debattör och blev 1910 medlem av statsutskottet och 1912 ordförande på dess andra avdelning. Han var också medlem av socialstyrelseutskottet 1912 och av försvarsutskottet sommarriksdagen 1914 samt invaldes 1916 i hemliga utskottet. För kommittéarbeten var Rydén i ganska stor utsträckning tagen i anspråk. Han var medlem av andra försvarsberedningen 1911–1914 och av löneregleringskommittéerna för postverket 1912 och för järnvägarna sedan 1914 samt sakkunnig rörande inrättande av Socialstyrelsen 1912. 
År 1919 fattade riksdagen beslut att avskaffa katekesen i folkskolan. Ministern som genomförde reformen var Värner Rydén. En lärarinna som utbildades på 1920-talet fick lära sig en ramsa: ”Rydén den röda räven, han tog vår katekes. Bibeln tar han även, om tillfälle blott ges”. Rydén skrev istället Medborgarkunskap (1923) för att främja demokratins utveckling. Herbert Tingsten ser boken som ”den mest extremt och systematiskt genomförda nationalistiska insatsen i senare svensk skolhistoria […] en handbok, som ifråga om nationell självhävdelse och självbelåtenhet söker sin like”.
Han tvingades lämna sina förtroendeuppdrag 1920. Detta efter avslöjanden i borgerlig press under valrörelsen, att han tillsammans med LO:s ordförande Herman Lindqvist och riksdagsman Gerhard Magnusson, skulle ha tjänat pengar på spekulationsaffärer i ett importbolag för bränsle och livsmedel och därmed profiterat på nöden under första världskriget. 
Bland de av Rydén utgivna många mindre skrifterna märks Valhandbok (1909), De nya skattelagarna (1911), Redogörelse för pensionsförsäkringens allmänna grunder (1913) och Värnskatten (1914). 
Rydén har fått en grundskola i stadsdelen Rosengård i Malmö, Värner Rydénskolan, uppkallad efter sig.
Rydéns grav återfinns på Norra begravningsplatsen i Stockholm. 
Erik Palmstierna karakteriserar Rydén:
| ”                         | När golvet lyftes upp, och man fick se det samhällets bottenlager, som den allmänna rösträtten förde fram, stod folkskolläraren uppklättrad på toppen av högen. Där stod han, talemannen, som kunde välja orden, som kände folket i sitt inre med just så mycken kunskap, att han var folket i gemen överlägsen. | „ |
| – Palmstierna 1950, s. 63 | |   |